# Ciclisme als Jocs Mediterranis de 2018
La competició de ciclisme dels Jocs del Mediterrani de 2018 de Tarragona es va celebrar entre el 27 i el 30 de juny al circuit urbà de Vila-seca. La primera aparició d'aquest esport en els Jocs del Mediterrani va ser a Barcelona 1955 a Catalunya.
La competició es va centrar en quatre categories, dues masculines i dues femenines, la prova en línia i la contrarellotge individual respectivament. En el cas de la contrarellotge individual femenina és una novetat del programa olímpic en aquesta edició dels Jocs.

## Medaller per categoria
| Categoria                 | Or             | Plata              | Bronze             |
| Homes                     |                |                    |                    |
| Prova en línia            | Jalel Duranti  | Filippo Tagliani   | Rafael Silva       |
| Contrarellotge individual | Edoardo Affini | Domingos Gonçalves | Izidor Penko       |
| Homes                     |                |                    |                    |
| Prova en línia            | Elisa Longo    | Ane Santiesteban   | Erica Magnaldi     |
| Contrarellotge individual | Elena Cecchini | Lisa Morzenti      | Antri Christoforou |

## Medaller per país
| Posició | País      | Or | Plata | Bronze | Total |
| 1       | Itàlia    | 4  | 2     | 1      | 7     |
| 2       | Portugal  | -  | 1     | 1      | 2     |
| 3       | Espanya   | -  | 1     | -      | 1     |
| 4       | Xipre     | -  | -     | 1      | 1     |
| 4       | Eslovènia | -  | -     | 1      | 1     |
| Total   | Total     | 4  | 4     | 4      | 12    |